# Joachim von Bredow
Joachim von Bredow (også Joachim Breda, Achim von Bredow (Breda)) (født 22. september 1593 på Löenberg i Markgrevskabet Brandenburg, død 20. december 1660 i København) var en dansk officer. 

## Hvervning
Han var af brandenborgsk adelsæt og søn af kurfyrstelig brandenburgsk Hauptmann og råd Hasso (VI) von Bredow af Friesacker-linjen (død 1610) og Ursula von der Marwitz (død 1631). Han indtrådte ved Christian IV's hvervinger under Trediveårskrigen i den danske hær og var kaptajn og chef for et kompagni i Henrik Holcks regiment, da dette efter at have kæmpet i Tyskland 1628 førtes fra Sjælland til Tyskland for at deltage i Stralsunds forsvar mod Wallenstein. 1629 var han major ved et på Fyn stående regiment; 1630 blev han major ved Skånske Regiment, 1633 oberstløjtnant ved Jesper Friis' jysk-fynske regiment.

## Landmand
Da mandskabet ved de nationale tropper kun indkaldtes til fanerne i krigstid, bestod Bredows virksomhed som næstkommanderende ved regimentet væsentlig i at rejse rundt i udskrivningsdistriktet, Nørrejylland og Fyn, for at holde mønstring og mandtal, efterse våben mm., og det var egentlig en forudsætning, at de højere befalingsmænd ved de nationale regimenter skulle være jordegodsbesiddere. Bredow gjorde det første skridt hertil ved 1634 med Christian IV's tilladelse på fem år at forpagte hovedgården Restrup, som kongen havde foræret grev Valdemar Christian, men som bestyredes af dennes formynder, Otte Marsvin. Kongen, der ved alle lejligheder viste sig Bredow meget bevågen, påbød, at gården skulde overlades ham på billige vilkår, men desuagtet svarede den kun dårlig regning for ham; han havde kun ringe forstand på landbrug, kunne hverken med det gode få godsets bønder til at svare deres landgilde eller hamle op med dem i retssager, og gang efter gang måtte han bede om nedsættelse i afgiften. 

## Svenskekrigene
Efter forpagtningens udløb hjalp kongen ham frem på anden måde, idet han trods Bredows nu noget fremrykkede alder 1640 tog ham i sin tjeneste som hofjunker, 1641 gjorde ham til jægermester og samme år fik ham gift med Henrik Vinds enke, Margrethe Laxmand (1611 - 29. januar 1681 på Aggersvold, gift 1. gang 1630 med Henrik Vind, 1594-1633), datter af Peder Laxmand (død tidligst 1611) og Kirsten Sparre (død 1618), der i medgift bragte ham hovedgården Aggersvold. 1642 naturaliseredes han derhos som dansk adelsmand og blev 1643 oberst og chef for det Jyske Regiment. Denne kommando fratrådte Bredow dog året efter, da han blev ansat i den norske hær, som han, efter kongens ordre udnævnt til generalmajor af Hannibal Sehested, med stor duelighed førte under krigen. 
1653 fik han kvittering for det norske len og var vendt tilbage til Danmark, hvor han 1655 sammen med Ulrik Christian Gyldenløve arbejdede på Sjællands defension. Ved krigens udbrud 1657 var der tiltænkt ham kommandoen over infanteriet i den skånske hær, men en begyndende sygelighed nødte ham til at give afkald herpå, og han fik i stedet for den øverste befaling på Sjælland og blev kommandant i København – en post, han på en kort afbrydelse nær i efteråret 1657, sendt til Malmø i midlertidig kommando, beklædte indtil september 1659, da han afløstes af Frederik Ahlefeldt, for hvem han dog vikarierede ind i det næste år. Under stormen på København førte han kommandoen på nordøstfronten mellem Helmers Skanse og Østerport, hvor han afslog to stormangreb natten mellem 10.-11. februar 1659. Samme år blev han lensmand over Vesterålen og Lofoten fogderier. 13. januar 1658 blev han medlem af det nyoprettede krigsråd, forløberen for det senere Krigskollegium. Han blev afskediget i september 1660, døde 20. december 1660 og førtes til Aggersvold, hvorfra han blev begravet i Hjembæk Kirke.